# Kim Hughes (personage in As the World Turns)
Kimberly "Kim" Hughes is een personage uit de Amerikaanse soap As the World Turns. Ze werd van 1972 tot 2010 gespeeld door Kathryn Hays.